# Xã Nokomis, Quận Buena Vista, Iowa
Xã Nokomis (tiếng Anh: Nokomis Township) là một xã thuộc quận Buena Vista, tiểu bang Iowa, Hoa Kỳ. Năm 2010, dân số của xã này là 2.209 người.